# باسكوال باتيستا
باسكوال باتيستا (بالإسبانية: Pascual Batista)‏ هو مجدف أرجنتيني، ولد في 9 مايو 1926 في روساريو في الأرجنتين، وتوفي في 30 يونيو 2004.

## وصلات خارجية
- باسكوال باتيستا على موقع الاتحاد الدولي للتجديف (الإنجليزية)
- باسكوال باتيستا على موقع أوليمبيديا (الإنجليزية)